# Daniel Sundgren
Daniel Andreas Sundgren (Solna, 22 novembre 1990) è un calciatore svedese, difensore del Volo. A partire dal luglio 2025 sarà un giocatore del Degerfors.

## Biografia
È figlio di Gary Sundgren, il quale è stato per anni terzino dell'AIK e della nazionale svedese, oltre che del Saragozza.

## Carriera

### Club
Daniel Sundgren è cresciuto nel settore giovanile dell'AIK, squadra che nel 1992 si assicurò lo scudetto proprio grazie a una rete del padre Gary. Tuttavia non è riuscito – all'epoca – a trovare spazio in prima squadra, così nel 2008 a diciotto anni è stato ceduto in prestito al Täby IS militante in Division 3, il quinto gradino della piramide del calcio svedese.
Nel 2009 è passato al Väsby United, squadra satellite dell'AIK, dividendosi tra le prime presenze nel campionato cadetto e alcuni prestiti in squadre di categorie inferiori, come l'Akropolis (quarta serie) e l'Arameiska-Syrianska (terza serie). Al termine della stagione 2010 il Väsby United è retrocesso in Division 1, ma Sundgren ha rinnovato per un'ulteriore stagione, disputata da titolare.
Prima dell'inizio del campionato 2012 ha svolto un periodo di prova con il Degerfors, ottenendo un contratto biennale successivamente rinnovato di altri due anni. Nei quattro anni in biancorosso ha collezionato 110 presenze nel campionato di Superettan.
Le sue buone prestazioni hanno attirato le attenzioni di alcune squadre della massima serie tra cui l'AIK, squadra in cui è cresciuto, che lo ha firmato a parametro zero fino al termine della stagione 2019, facendogli così ripercorrere le orme del padre Gary. Nel corso della prima stagione è riuscito a ritagliarsi un posto da titolare dopo poche partite, e a debuttare in Europa League. Il 13 agosto 2016 ha segnato il suo primo gol in Allsvenskan, trasformando il calcio di rigore che all'83' minuto ha permesso di superare l'Helsingborg (2-1).
Nell'ottobre del 2017, a campionato quasi terminato, è stato ricoverato d'urgenza per un'embolia polmonare dovuta a un coagulo di sangue nei polmoni. Un mese più tardi ha dichiarato di non sapere se e quando gli sarebbe stato possibile tornare a giocare a calcio, a causa delle sue condizioni. Nei mesi seguenti ha trovato soluzioni mediche che gli hanno permesso di tornare ad allenarsi: in un'intervista del 2021, Sundgren ha raccontato di sottoporsi ogni sera ad un trattamento di iniezioni per fluidificare il suo sangue durante la notte. È tornato in campo il 25 marzo 2018, nell'ultima amichevole precampionato: Ha giocato titolare gran parte delle partite in una stagione 2018 culminata con la conquista di un titolo nazionale che l'AIK non vinceva da nove anni.
Il 9 giugno 2019, durante la pausa estiva dell'Allsvenskan 2019, è stato ufficializzato il suo acquisto da parte dei greci dell'Arīs Salonicco. Il trasferimento è avvenuto a tutti gli effetti il successivo 18 luglio. All'inizio della sua parentesi greca ha giocato stabilmente da titolare, ma con l'arrivo del nuovo tecnico Michael Oenning – succeduto ad ottobre al dimissionario Savvas Pantelidis e all'allenatore ad interim Apostolos Terzis – Sundgren ha iniziato a rimanere spesso seduto in panchina o addirittura a non essere tra i convocati. In un'intervista ad un sito svedese, il giocatore ha palesato il difficile rapporto interpersonale con l'allenatore tedesco. Nell'agosto del 2020 è stato lasciato ad allenarsi a Salonicco senza partecipare al ritiro precampionato a Naoussa con il resto della squadra. A settembre, tuttavia, Oenning è stato esonerato e Sundgren è tornato ad essere nella lista dei convocati stilata dal nuovo allenatore Apostolos Mantzios. Sotto la guida del nuovo tecnico, lo svedese ha conquistato stabilmente un posto da terzino titolare in un'annata conclusa dal club al terzo posto in classifica, miglior piazzamento nell'arco degli ultimi trent'anni. Sundgren è stato poi votato giocatore del mese del campionato greco relativamente all'ottobre 2021.

### Nazionale
Il 5 settembre 2021, all'età di 30 anni, 9 mesi e 14 giorni, ha fatto il suo esordio in nazionale maggiore in occasione dell'amichevole vinta 2-1 alla Friends Arena contro l'Uzbekistan.

## Palmarès

### Club

#### Competizioni nazionali
- Campionato svedese: 1

AIK: 2018